# Présidence autrichienne du Conseil de l'Union européenne en 1998
La présidence autrichienne du Conseil de l'Union européenne en 1998 désigne la première présidence du Conseil de l'Union européenne, effectuée par l'Autriche depuis son adhésion à l'Union européenne en 1995.
Elle fait suite à la présidence britannique de 1998 et précède celle de la présidence allemande du Conseil de l'Union européenne à partir du 1er janvier 1999.